# 天主教哈博羅內教區
天主教哈博羅內教區（拉丁語：Dioecesis Gaboronensis）是博茨瓦納一個羅馬天主教教區，屬比勒陀利亞總教區。
1959年4月2日成立貝專納蘭宗座監牧區，1966年8月5日升為教區。
教區範圍包括博茨瓦納西南部。2006年有教友63,926人、二十個堂區、卅一名司鐸。現任教區主教為方濟各·阿特塞·努布阿薩，榮休主教為華倫泰·察馬·塞阿內。